# Gitte Karlshøj
Gitte Karlshøj (født 14. maj 1959) er en dansk eliteløber siden 1985. Hun har stillet op til EM, VM og OL tilsammen 15 gange, fra distancer fra 3000 meter til maratondistancen. Gitte Karlshøj medvirkede som personlig træner for DR2 løberne der løb New York maraton i Tema Lørdag i november 2006; Hun er fysioterapeut ved Team Danmark i Aarhus og foredragsholder i virksomheder/sportsklubber o.lign.

## Bedrifter
Gitte Karlshøj har vundet 37 danske mesterskaber på diverse distancer. Hun har sat fire danske rekorder på 1000m, 1.500m, 2000 meter samt halvmarathon og satte i 2002 verdensrekorden for Masters (W40-) på halvmaratondistancen. I 2009 satte hun fire verdensrekorder for Grand Masters (W50-) på 1.500m, 3.000m, 5.000m og 10.000m, og i 2010 blev det til verdensrekord på mile-distancen. Hendes personlige rekord på maratondistancen er 2:31.31, kun 1.53min fra Dorthe Rasmussens danske rekord på 2:29.34. Gitte Karlshøj vandt Hong Kong Maraton i 2004. Vandt alle distancer fra 800m til maraton til Europa mesterskaberne for veteraner i 2004 – inden for en uge. Gitte blev i 2009 verdensmester på 5.000m i klassen W50-. Hun vandt det danske mesterskab på maraton 2009, der var indlagt i H.C. Andersen Marathon i Odense og blev dermed den ældste danske mester nogensinde. Hendes sluttid var 2:51,30.
Som den eneste dansker, har Gitte Karlshøj været dansk mester på alle distancer fra 800 meter til maraton, inklusiv cross og landevejsløb (11 forskellige distancer).
Gitte er valgt til European Best Female Master of the Year 2009 dvs den bedste kvindelige atletikudøver over 35 år i Europa.
Begyndte i 2019 at ro kajak.
2022 
DM guld K1 marathon (W60+) og K2 marathon (W55+)
2023
DM guld ergometersprint 500m og 200m (W60+) samt 2 x DR, se nedenfor
DM guld K1 marathon (W60+)
NM guld K1 marathon og K2 marathon W(60+)
VM sølv K1 marathon (W60+) og VM sølv K2 marathon (W55+)[kilde mangler]
[kilde mangler]
[kilde mangler]
2024
DM guld ergometersprint 500m og 200m (W65+) samt 2 x DR, se nedenfor
DM guld K1 marathon (W65+)
DM guld K2 marathon (W60+)
VM sølv K1 marathon (W65+)[kilde mangler]
2025
EM guld K2 marathon (W55-64)
EM guld K2 marathon (mix65+)
EM sølv K1 marathon (W65-74)

## Personlige Rekorder
- 800 meter: 2.02.9 (1992)
- 1500 meter: 4.08.61 (1991) dansk rekord i 1991
- 3000 meter: 8.44.35 (1991)
- 5000 meter: 15.22.95 (1993)
- 10000 meter: 32.26.25 (1994)
- Halvmarathon: 1.10.50 (1996)
- Maraton: 2.31.31 (1997)[kilde mangler]

## Danske Rekorder
- 1000 meter: 2:43.7 (1990)
- 1500 meter: 4:08:61 (1991)
- 2000 meter: 5:43.7 (1991)
- Halvmarathon: 1:11:09 (2002)
- Kajak ergometer 500m 2:23:91 (2023) W60+
- Kajak ergometer 200m 54:60   (2023) W60+
- Kajak ergometer 500m 2:22:09 (2024) W65+
- Kajak ergometer 200m 54:06   (2024) W65+[kilde mangler]

## Verdensrekorder
- ½-marathon: 1:11:09 (2002), W40- Masters
- 1.500m: 4:40:7 (2009), W50- Grand Masters
- mile: 5:00:59  (2010), W50- Grand Masters
- 3.000m: 9:47:20 (2009), W50- Grand Masters
- 5.000m: 16:51:17 (2009), W50- Grand Masters
- 10.000m: 35:41:8 (2009), W50- Grand Masters[kilde mangler]